# Порт-Мадисон
Порт-Мадисон (англ. Port Madison Indian Reservation) — индейская резервация, расположенная на Северо-Западе США в западно-центральной части штата Вашингтон.

## История
Резервация была создана договором Пойнт-Эллиотт от 22 января 1855 года для племени суквомишей, а 21 октября 1864 года была подтверждена исполнительным указом. Другие племена прибрежных салишей, включая дувамишей и саммамишей, также были поселены американскими властями в Порт-Мадисон.

## География
Резервация расположена в западно-центральной части штата Вашингтон на востоке округа Китсап. Общая площадь резервации составляет 31,29 км². 19,26 % территории резервации принадлежат племени суквомиши, 33,97 % — отдельным членам племени и 46,77 %  — остальным жителям Порт-Мадисон. Административным центром резервации является статистически обособленная местность Сукуамиш. 

## Демография
По данным федеральной переписи населения 2000 года в резервации проживал 6 536 человек.
В 2019 году в резервации проживало 7 919 человек. Расовый состав населения: белые — 6 317 чел., афроамериканцы — 31 чел., коренные американцы (индейцы США) — 524 чел., азиаты — 168 чел., океанийцы — 19 чел., представители других рас — 180 чел., представители двух или более рас — 680 человек. Плотность населения была высокой и составляла 253,08 чел./км². Города Сукуамиш и Индианола находятся в пределах резервации.

## Экономика
Успешное экономическое развитие с начала 1990-х годов дало правительству племени возможность вернуть территорию, утраченную в эпоху Закона Дауэса и ныне суквомиши владеют более чем половиной земли в резервации. Недавние крупные приобретения включают гольф-клуб White Horse в 2010 году, переданный в доверительное управление в марте 2014 года; и 200 акров (0,81 км²), известных как Место Медведя (англ. Place of the Bear), в районе реки Каулинг-Крик, в ноябре 2014 года.